# Gondwanatery
Gondwanatery (Gondwanatheria) – wymarła grupa ssaków żyjących od kredy późnej do miocenu na półkuli południowej, wliczając w to Antarktykę. Znane są jedynie z odkryć izolowanych zębów, kilku żuchw, dwóch fragmentarycznych czaszek i jednej kompletnej. Wiedza o nich jest bardzo niepełna, w związku z czym nie ma pewności co do ich miejsca na drzewie rodowym ssaków.

## Systematyka
Pokrewieństwa tej grupy nie należą do jasnych. Gondwanatheria pierwotnie interpretowano jako wczesne szczerbaki, bezzębne ssaki przypominające współczesnego mrówkojada. Według Zofii Kielan-Jaworowskiej i Jørna Huruma wydaje się to trochę ironiczne, jako że ich pierwsze znalezione szczątki stanowiły właśnie zęby. Uznawano je również za członków grupy wieloguzkowców. Poglądy powróciły jednak ponownie ku pokrewieństwie ze szczerbakami bądź też zmierzają w inną jeszcze stronę. Jednak kilka gatunków Gonwanatheria reklasyfikowano jako wieloguzkowce. Współczesne badania potwierdziły ich pozycję w obrębie alloterów spokrewnione z wieloguzkowcami.
W obrębie Gondwanatheria wyróżnia się dwie rodziny. Sudamericidae wprowadzili Scillato-Yané i Pascual. Początkowo zaliczono ją do szczerbaków. Włącza się do niej rodzaje: Sudamerica, Lavanify z kredowego Madagaskaru,  indyjskie Bharattherium. Natomiast Ferugliotheriidae została wyróżniona przez José Bonaparte jako należąca do wieloguzkowców i obejmuje rodzaje Ferugliotherium i patagońskie Trapalcotherium.
W 1990 Krause i Bonaparte uznali, że te dwie rodziny zaliczają się do jednej grupy ssaków, Gondwanatheria, w randze podrzędu. Zaliczono ją do wieloguzkowców. Później obejmowano je nadrodziną Gondwanatherioidea lub nawet uznawano gondwanatery za rząd, jak w pracy Reguero z 2002.
Goin i współpracownicy opisali kolejny rodzaj, Greniodon, nie zaliczając go do żadnej rodziny. W ich pracy gondwanatery nie należą już do wieloguzkowców.
W epoce kredy późnej gondwanatery zamieszkiwały Indie, Madagaskar, Patagonię. Pod znakiem zapytania stoi ich obecność w kredowej Tanzanii. W Patagonii żyły także w paleocenie. Eoceńskie znaleziska pochodzą z Antarktyki. Paleogeńskie znaleziska z Ameryki Południowej są kwestionowane.
Pewne rodzaje południowoamerykańskie, wcześniej uznawane za ssaki niższe, przeniesiono do grupy Gonwanatheria: eoceńską Groeberia i mioceńską Patagonia.
Przedstawiciela gondwanaterów z rodziny Sudamericidae znaleziono również na wyspie Seymour leżącej w Antarktyce. Zwierzę to przypominało patagońską Sudamerica ameghinoi, od której odróżniała go bardziej zaawansowana ewolucyjnie budowa szkliwa.
Gondwanatery cechowały się siekaczami jak u Glires, były też pierwszymi południowoamerykańskimi ssakami o hipsodontycznych zębach policzkowych z grubą warstwą cementu.